# ماتئو کاندولینی
ماتئو کاندولینی (انگلیسی: Matteo Candolini؛ زادهٔ ۹ اکتبر ۱۹۹۰) بازیکن فوتبال اهل ایتالیا است.
از باشگاه‌هایی که در آن بازی کرده‌است می‌توان به باشگاه فوتبال دالیچ هملت اشاره کرد.